# Bridge
Most (anglicky bridge) označuje v počítačové síti síťové zařízení, které spojuje dvě části sítě na druhé (linkové) vrstvě referenčního modelu ISO/OSI. Most je pro protokoly vyšších vrstev transparentní (neviditelný), odděluje provoz různých segmentů sítě a tím zmenšuje i zatížení sítě.

## Princip činnosti
Most odděluje provoz dvou segmentů sítě tak, že si ve své paměti RAM sám sestaví tabulku MAC (fyzických) adres a portů, za kterými se dané adresy nacházejí. Leží-li příjemce ve stejném segmentu jako odesílatel, most rámce do jiných částí sítě neodešle. V opačném případě je odešle do příslušného segmentu v nezměněném stavu (týká se pouze tzv. Unicast rámců, které jsou určeny jedinému příjemci).
Všesměrové rámce (Multicast, Broadcast) jsou naopak propouštěny bez omezení.
Mosty používají dvě základní metody propojování sítí:
- Transparent bridging (transparentní, průhledné, přemosťování) je používáno především pro ethernetové sítě (případně i pro FDDI sítě). Mosty jsou neviditelné (průhledné) pro koncové stanice - těm se propojené sítě jeví jako jedna lokální síť. Na začátku vůbec neví, jak jsou jednotlivé stanice v síti rozloženy, a musí paket přijatý na jedné síti poslat do všech ostatních připojených sítí, protože ještě neví, kde se cílová stanice nachází. Postupně se ale umí naučit, jak jsou stanice v síti rozloženy.
- Source route bridging (zdrojové směrování) je používáno ve spojení s token-ring sítěmi. Oproti první metodě, kde se kladly větší nároky na most, je zde tomu naopak a cílem je, aby byl most co nejjednodušší. Každý paket musí kromě adresy odesílatele a příjemce obsahovat také posloupnost adres všech mostů, kterými musí paket projít. Vysílající stanice si tedy, dříve než pošle první paket, musí zjistit celou cestu k cílové stanici.

## Výhody síťového mostu
- není ho potřeba konfigurovat
- snižuje velikost kolizní domény
- transparentní k protokolům z vyšších vrstev
- (switch, tím spíše bridge) je lacinější než router

## Nevýhody síťového mostu
- neomezuje rozsah všesměrového vysílání
- vyšší latence, než opakovače (repeater) z důvodu čtení MAC adresy
- dražší než opakovače
- přemosťováním různých MAC protokolů dochází k chybám

## Bridging versus routing
Bridging a Routing (směrování) jsou podobná řízení toku dat, ale pracují pomocí různých metod. Bridging se provádí na 2. (linkové) vrstvě (L2), routing pak na 3. (síťové) vrstvě (L3) referenčního modelu ISO/OSI. Most tedy směruje rámce podle jejich hardwarové MAC adresy, zatímco router se rozhoduje podle IP adresy uvnitř přenášeného datagramu. Klasický most proto není schopen rozlišovat sítě. Z různých důvodů se však do mostů tato schopnost implementuje, takže most může ležet na pomezí.
Při projektování větší sítě si musíme vybrat mezi přemostěním nebo rozdělením na různé podsítě propojené routery. Pokud je v routované síti počítač fyzicky přesunut z jedné síťové oblasti do jiné, musí mu být přidělena jiná IP adresa. Pokud je počítač přesunut uvnitř přemostěné (bridged) sítě, není potřeba nic překonfigurovávat.